# HJ-8
HJ-8 (Hongjian-8 "Red Arrow", 紅箭-8) – przeciwpancerny pocisk kierowany, naprowadzany optycznie, kierowany przewodowo, produkowany w Chińskiej Republice Ludowej, będący odpowiednikiem amerykańskiego pocisku BGM-71 TOW. W Pakistanie HJ-8 produkuje się na licencji pod nazwą Baktar Shikan.